# 仲條亮子
仲條 亮子（なかじょう あきこ、1967年〈昭和42年〉12月26日 - ）は、元テレビ東京契約アナウンサー、米系通信社ブルームバーグの日本語テレビ放送の日本法人社長（放送終了）。現在はYouTube Japan代表、Google執行役員、キリンホールディングス2019年度ストラテジック・パートナーなど。

## 経歴
千葉県海上郡海上町（現在の旭市）出身。海上町立海上中学校、千葉県立匝瑳高等学校を経て、立教女学院短期大学を卒業。1989年テレビ東京に契約社員として入社。1991年フリーになり、CNNのキャスターをしながら早稲田大学政治経済学部に社会人学生として入学し聴講生となった。1996年に米系金融経済情報通信社ブルームバーグテレビジョンの日本語向けテレビ放送部門にアナウンサーとして入社。
入社1年後の1997年に日本語放送を行う日本法人の社長に抜擢される。その後ブルームバーグ東京支局へ異動。日本語放送法人の社長時代の2000年の週刊文春７月６日号には、氏のパワハラを伝える記事が実名入りで掲載されている。
2019年現在はキリンホールディングスの2019年度ストラテジック・アドバイザーなどを務める。それより前に2016年1月には同ホールディングスの社外取締役に就任しているが、その際に同社から発表された仲條の経歴と、テレビ東京退職者名簿との間では、入社年が1年ずれている齟齬が生じている。メキシコ人の夫との間に二男。